# Župnija Sele pri Slovenj Gradcu
Župnija Sele pri Slovenj Gradcu je rimskokatoliška teritorialna župnija Dekanije Stari trg Koroškega naddekanata Nadškofije Maribor.

## Cerkvi
| #  | Slika | Cerkev          | Naselje |
| -- | ----- | --------------- | ------- |
| 1. |       | Cerkev sv. Roka | Sele    |
| 2. |       | Cerkev sv. Neže | Vrhe    |